# Afganistan na Mistrzostwach Świata w Lekkoatletyce 2017
Afganistan na Mistrzostwach Świata w Lekkoatletyce 2017 – reprezentacja Afganistanu podczas Mistrzostw Świata w Londynie liczyła 1 zawodnika, który nie zdobył medalu.

## Rezultaty
| Zawodnik    | Konkurencja        | Preeliminacje | Preeliminacje | Eliminacje | Eliminacje | Półfinał | Półfinał | Finał    | Finał   |
| Zawodnik    | Konkurencja        | Rezultat      | Pozycja       | Rezultat   | Pozycja    | Rezultat | Pozycja  | Rezultat | Pozycja |
| ----------- | ------------------ | ------------- | ------------- | ---------- | ---------- | -------- | -------- | -------- | ------- |
| Said Gilani | Bieg na 100 metrów | 11,13         | 20.           | NQ         | NQ         | NQ       | NQ       | NQ       | NQ      |